# Calcifer (Queensland)
 (juillet 2020).
Calcifer est une ville fantôme de la localité de Chillagoe dans le comté de Mareeba (Queensland) en Australie.
La ville est située à 200 kilomètres (120 mi) à l'ouest de Cairns et au sud-est de Chillagoe. C'est près de Calicifer Creek.